# Geoffrey Leech
Geoffrey Neil Leech FBA (Gloucester, 16 de janeiro de 1936 – Lancaster, 19 de agosto 2014) foi um linguista britânico conhecido por suas contribuições à descrição do inglês, à linguística de corpus, à estilística, à pragmática e à semântica.